# Gerstaeckerella riedeliana
Gerstaeckerella riedeliana är en insektsart som först beskrevs av Fischer von Waldheim 1834.  Gerstaeckerella riedeliana ingår i släktet Gerstaeckerella och familjen fångsländor. Inga underarter finns listade i Catalogue of Life.